# IG Farben
«И. Г. Фарбен», также «И. Г. Фарбениндустри» (нем. Interessen-Gemeinschaft Farbenindustrie AG — общность интересов промышленности красильных материалов) — конгломерат германских концернов, созданных в 1925 году на базе ранее существовавших брендов и производств, получивших известность и распространение до и в период Первой мировой войны. Крупнейший производитель химической продукции в нацистской Германии, использовавший для производства и опытов труд и жизни узников концлагерей. Непосредственно влиял на политику нацистов и финансировал NSDAP. Руководство концерна предстало перед Нюрнбергским трибуналом, 13 из 23 высших должностных лиц были осуждены к разным срокам заключения, однако уже в 1951 году их освободили, после чего они вернулись к руководящим постам в концерне и даже получили государственные награды ФРГ.
IG Farben в пору расцвета была крупнейшей в Европе и мире химической и фармацевтической компанией, чьи учёные внесли фундаментальный вклад в науку. Трое из них стали лауреатами Нобелевской премии: Карл Бош и Фридрих Бергиус «за изобретение и разработку химических методов высокого давления» (1931), Герхард Домагк «за открытие антибактериального действия пронтозила» (1939). Отто Байер синтезировал полиаддитив для синтеза полиуретана в 1937 году.
В 1920-х годах компания имела связи с либеральной Германской народной партией, за что нацисты обвиняли её как «международную капиталистическую еврейскую компанию». В следующем десятилетии она стала инвестором нацистской партии и, после захвата гитлеровцами власти в 1933 году, крупнейшим государственным подрядчиком, предоставившим значительные ресурсы для военных действий Германии. В этот период компания избавлялась от своих еврейских служащих, завершив этот процесс в 1938 году. Являясь «самым известным немецким промышленным концерном нацистской Германии», «И. Г. Фарбен» активно использовал рабский труд узников концентрационных лагерей, в том числе 30 000 человек в Освенциме. Поставляемым концерном газом «Циклон Б» было убито более миллиона узников.

## История концерна

### Производственная база
В начале XX века немецкие фирмы BASF, Bayer и Hoechst доминировали в производстве синтетических красителей, выпуская несколько сот наименований продукции. В этой же области работали Agfa, Cassella, Chemische Fabrik Kalle, Chemische Fabrik Griesheim-Elektron, Chemische Fabrik vorm, Weiler-ter Meer, выпускавшие высококачественные специализированные красители. Совокупно к 1913 году они произвели почти 90 % соответствующей продукции, 80 % из неё поставляя на экспорт. Три крупные фирмы также создали вертикально интегрированное производство, включающее добычу сырья, и начали расширять свою деятельность в других областях химии — фармацевтике, производстве фотопленки, удобрений и электрохимикатов. В отличие от других отраслей, основатели химических компаний и их семьи оказывали незначительное влияние на принятие управленческих решений, передав их целиком в ведение профессиональных наемных менеджеров, что позволило историку экономики Альфреду Чандлеру назвать этот феномен «первыми в мире по-настоящему профессионально управляемыми промышленными предприятиями».
Доминируя на мировом рынке синтетических красителей и конкурируя между собой за доли рынка, компании пытались прийти к картельному соглашению или созданию Interessen-Gemeinschaft (сокр. IG, буквально «Сообщество интересов»). Председатель Bayer Карл Дуйсберг выступал за слияние компаний. Во время поездки в Соединенные Штаты весной 1903 года он провёл переговоры с крупными американскими корпорациями Джона Рокфеллера Standard Oil, U.S. Steel, International Paper и Alcoa. По возвращении он в 1904 году в соавторстве со старшим менеджером Hoechst Густавом фон Брюнингом составил меморандум об общенациональном объединении производителей красителей и фармпрепаратов.
Тем не менее объединение не состоялось. Hoechst и Cassella интегрировались через обмен пакетами акций, что побудило Дуйсберга и председателя BASF Генриха фон Брунка ускорить переговоры, увенчавшиеся в октябре 1904 года созданием Interessen-Gemeinschaft между Bayer, BASF и Agfa, с разделением прибыли: BASF и Bayer получили по 43 %, Agfa — 14 %. Два образовавшихся альянса заключили соглашение о совместной эксплуатации патента Хоймана-Пфлегера на синтез индиго, соответственно подписанное BASF и Hoechst.
В 1908 году Hoechst и Cassella приобрели 88 % акций Chemische Fabrik Kalle и сблизились более тесно благодаря тому, что все находились в окрестностях Франкфурта. Однако консолидации производственных мощностей не произошло.
Во время Первой мировой войны химическая промышленность Германии перешла на выполнение военных заказов, в том числе наладила производство отравляющих веществ. Фриц Габер придумал использовать для атаки на противника хлор — ядовитый газообразный химический элемент, относящийся к галогенам (а, значит, являющийся в чистом виде сильным окислителем), способный благодаря своей высокой плотности концентрироваться низко над землёй и при воздействии на человека вызывать сильный отек слизистых оболочек, кашель, удушье и смерть. Сырье для его производства было дешёвым и доступным: его давали отходы химической промышленности. 22 апреля 1915 года под его личным надзором Габера газовая атака была проведена против французов под городом Ипр (Бельгия). Три тысячи французских солдат погибли, 7 тысяч получили ожоги. Массовое производство отравляющих веществ было развернуто на предприятиях BASF, где Габер имел хорошие связи.
Габер также руководил исследованиями промышленного получения химикатов, необходимых для производства взрывчатых веществ (аммиака, нитратов). За работы по аммиаку он был удостоен Нобелевской Премии 1918 года.

### Объединение
Концерн был образован в 1925 году как объединение шести крупнейших химических корпораций Германии — BASF и Bayer (оба по 27,4 % капитала), Agfa (9 %), Hoechst (включая Cassella и Chemische Fabrik Kalle, 27,4 %) Weiler-ter-Meer (1,9 %) и Griesheim-Elektron (6,9 %). Фриц Габер вошел в его наблюдательный совет, получивший самоназвание «Совета богов» (Rat der Götter).
В 1926 году рыночная капитализация IG Farben достигла 1,4 млрд рейхсмарок (что эквивалентно 5 млрд евро в 2009 году), в концерне трудилось 100 000 человек, из которых 2,6 % имели высшее образование, 18,2 % имели специальное образование и 79,2 % были рабочими. Из всех компаний свою марку сохранил BASF, получивший взамен своих акций акции концерна. Масштабное здание IG Farben во Франкфурте-на-Майне было завершено в 1931 году. В 1938 году в компании работало 218 090 человек.
Ни один из членов правления IG Farben до 1933 года не поддерживал нацистскую партию; треть его состава (четыре человека) были евреями. Однако в начале 1930-х годов в компании начались борьба за чистоту «арийской расы» и увольнение евреев. Концерн делал «тайные вклады» в нацистскую партию в 1931 и 1932 годах и стал её крупнейшим спонсором в избирательной кампанию 1933 года.
К 1938 году почти все еврейские служащие были уволены, в том числе ушли в отставку еврейские члены правления, включая изобретателя отравляющих газов Фрица Габера. Оставшихся уволили в 1938 году после того, как Герман Геринг издал указ о том, что правительство Германии предоставит немецким фирмам иностранную валюту для финансирования строительства или закупок за рубежом только при определённых условиях, в том числе подтверждении о том, что в компании нет евреев.

### Компания в США
По Версальскому миру по окончании Первой мировой войны собственность немецких компаний в США подлежала распродаже. В 1919 году аптекарь Уильям Вейс (William E. Weiss) приобрёл Sterling Drug, в которой младшим партнером стал его коллега Эрл Маклайнток, назначенный надзирающим за конфискованными немецкими предприятиями в Управлении по охране секвестрованной иностранной собственности. В 1920 году Маклайнток съездил в Баден-Баден, чтобы познакомиться с Карлом Бошем (Bayer) и Германом Шмицем, в будущем организатором финансово-юридической схемы IG Farben. Американцы затем заключили с немецким концерном соглашение сроком на 50 лет, поделив мировые рынки сбыта. Они также на паях создали компанию «Альба фармацевтикал К°». В течение последующих 30 лет «Альба», Sterling Drug и IG Farben управлялись одними и теми же членами советов директоров и осуществляли разные «хитроумные махинации».
В 1926 году министр торговли, немец по происхождению Герберт Кларк Гувер организовал комиссию по химическому производству, в которую вошли Фрэнк Блэйр из Sterling Drug, Уолтер Тигл из Standart Oil и Ламот Дюпон. В 1929 году была зарегистрирована слиянием появилась American IG, в которую вошли General Anilin Works, Agfa-Ansco, Winthrop Chemical Company, Magnesium development Co, а также Sterling Drug с концерном Дюпонов. Вице-президентом Sterling Drug стал секретарь президента Кулиджа, а потом и Гувера — Эдвард Кларк.
В 1929 году в США была открыта дочерняя компания American IG chemical corporation («Америкэн ИГ Кемикл. корп») (в 1939 году переименована в General anilin and film («Дженерал анилин энд филм» — GAF). Через неё американский банк J.P. Morgan давал займы И. Г. Фарбен в Германии. Принадлежащий семье Дюпонов автомобильный концерн «Дженерал моторс» и в годы войны активно сотрудничал с Германией. В его предприятия был вложен крупный капитал корпорации «Америкэн И. Г.»; в свою очередь, руководство «Дженерал моторс» вложило в «И. Г. Фарбен» только с 1932 по 1939 годы 30 миллионов долларов.

### Продукты
Продукция IG Farben включала синтетические красители, синтетический каучук, полиуретан, пронтозил и хлорохин. Под видом пестицидов компания разрабатывала боевые отравляющие вещества, в том числе синтезировала нервно-паралитический газ зарин. IG Farben производил газ Циклон Б, который использовался для массовых убийств в концлагерях.
Одним из важнейших продуктов для поставок вермахту было синтетическое топливо, изготовленное из лигнита с использованием процесса перегонки угля.

## Сотрудничество с нацистами
После тайной встречи Гитлера с промышленниками 20 февраля 1933 года компания профинансировала предвыборную кампанию НСДАП.
«И. Г. Фарбениндустри» внесла весьма крупный вклад в дело нацистского движения: к 1939 году она давала 90 % притока иностранной валюты и 85 % всей военной и промышленной продукции, необходимой для подготовки нацистской Германии к мировой войне.
Со стороны нацистского государства «И. Г. Фарбениндустри» получала значительные выгоды от проводимой властями политики «ариизации», в ходе которой осуществлялся перевод собственности евреев в руки государства и немецких промышленно-финансовых кругов.

## Вторая мировая война и Холокост

### Экономический рост и использование рабского труда
IG Farben был описан как «самый известный немецкий промышленный концерн времен Третьего рейха». Когда началась Вторая мировая война, это была четвёртая по величине корпорация в мире и крупнейшая в Европе. В феврале 1941 года рейхсфюрер СС Генрих Гиммлер подписал приказ о поддержке строительства завода IG Farben по производству бутадиен-нитрильного каучука — известного, как Моновиц Буна Верке (Monowitz Buna-Werke) — рядом с концентрационным лагерем Моновиц, частью комплекса концентрационных лагерей Освенцима в оккупированной Германией Польше. (Моновиц стал известен как Аушвиц III; Аушвиц I был административным центром, а Аушвиц II-Биркенау — лагерем уничтожения.) Рабочая сила завода IG Farben состояла из рабов из Освенцима, которых СС сдавали компании за низкую ежедневную арендную плату. Одна из дочерних компаний IG Farben поставляла ядовитый газ Циклон Б, убивший более миллиона человек в газовых камерах.
Руководители компании после войны утверждали, что они не знали, что происходило внутри лагерей. По словам историка Питера Хейса, «убийства не были тайной в Farben, и люди работали над тем, чтобы не размышлять о том, что они знали».
В 1978 году Джозеф Боркин, который расследовал деятельность компании в качестве юриста Министерства юстиции США, процитировал американский отчет: «Без огромных производственных мощностей IG Farben, её далеко идущих исследований, разнообразных технических знаний и общей концентрации экономической мощи Германия не смогла бы начать свою агрессивную войну в сентябре 1939 года». Компания предоставляла свои ресурсы, технические возможности и зарубежные контакты в распоряжение правительства Германии. В протоколе заседания Коммерческого комитета 10 сентября 1937 года отмечалось:
Предельно ясно, что ни при каких обстоятельствах в наши агентства за рубежом не следует назначать никого, кто не является членом Германского трудового фронта и чье позитивное отношение к новой эре не было установлено вне всяких сомнений. Джентльменам, которых отправляют за границу, следует дать понять, что их особая обязанность - представлять национал-социалистическую Германию. ... Торговым компаниям также предлагается следить за тем, чтобы их агенты надлежащим образом снабжались национал-социалистической литературой.
Это сообщение было повторено Вильгельмом Рудольфом Манном, занимающего должность председателя на заседании совета директоров Bayer (подразделение конгломерата IG Farben) 16 февраля 1938 года, и который на предыдущей встрече упомянул о «чуде рождения немецкой нации»: «Председатель указывает на то, что мы бесспорно придерживаемся национал-социалистической позиции в объединении всей фармацевтики и инсектицидов Bayer; кроме того, он просит руководителей представительств за рубежом считать своей самоочевидной обязанностью сотрудничать в тонкой и понимающей манере с функционерами партии, с Германским трудовым фронтом и так далее. Приказы насчет этого снова должны быть отданы ведущим немецким джентльменам, чтобы не было никаких недоразумений при их исполнении.»
К 1943 году IG Farben производила продукцию на сумму три миллиарда марок в 334 предприятиях в оккупированной Европе; почти половина его рабочей силы из 330 000 мужчин и женщин состояла из рабского труда или призывников, включая 30 000 заключенных Освенцима. В общей сложности её годовая чистая прибыль составила около 0,5 млрд рейхсмарок (эквивалентно 2 млрд евро в 2017 году). В 1945 году, согласно Раймонду Г. Стоксу, IG Farben производила весь синтетический каучук и метанол в Германии, 90 процентов пластика и «органических промежуточных продуктов», 84 процента взрывчатых веществ, 75 процентов азота и растворителей, около 50 процентов фармацевтических препаратов и около 33 процентов синтетического топлива.

### Медицинские эксперименты
Сотрудники подразделения Bayer в IG Farben проводили медицинские эксперименты над заключенными концентрационных лагерей в Освенциме и в концентрационном лагере Маутхаузен. В Освенциме ими руководил сотрудник Bayer Хельмут Веттер, лагерный врач Освенцима и капитан СС, а также врачи Освенцима Фридрих Энтресс и Эдуард Виртс. Большинство экспериментов проводилось в Биркенау в блоке 20, женской лагерной больнице. Пациенты страдали от брюшного тифа, туберкулеза, дифтерии и других заболеваний, а во многих случаях были преднамеренно инфицированы, после чего им давали препараты под названием Рутенол, Перистон, B-1012, B-1034, B-1036, 3582 и P-111. По словам врачей-заключенных, которые были свидетелями экспериментов, после приема лекарств у женщин возникали проблемы с кровообращением, кровавая рвота и болезненная диарея, «содержащая фрагменты слизистой оболочки». Из 50 больных брюшным тифом, получавших 3852 препарата, 15 умерли; 40 из 75 больных туберкулезом, получавших Рутенол, умерли.
Для одного эксперимента, в ходе которого испытывалось анестетическое средство, Bayer отправила 150 женщин из Освенцима в свое собственное учреждение. Они заплатили 150 рейхсмарок за женщину, все из которых умерли в результате исследования; лагерь запрашивал 200 рейхсмарок на человека, но в Bayer возразили, что это слишком много. Сотрудник Bayer написал Рудольфу Хессу, коменданту Освенцима: «Перевозка 150 женщин прибыла в хорошем состоянии. Однако мы не смогли получить окончательных результатов, потому что они умерли во время экспериментов. Мы убедительно просим вас прислать нам другую группу женщин в том же количестве и по той же цене.»

### Циклон Б
В период с 1942 по 1945 год пестицид на основе цианида Циклон Б использовался для убийства более миллиона человек, в основном евреев, в газовых камерах в Европе, в том числе в лагерях уничтожения Освенцим II и Майданек в оккупированной Германией Польше. Ядовитый газ поставлялся дочерней компанией IG Farben, Degesch (Немецкая компания по борьбе с вредителями). Degesch первоначально поставлял газ в Освенцим для окуривания одежды, зараженной вшами, которые переносили тиф. Фумигация проходила в закрытом помещении, но это был медленный процесс, поэтому Дегеш рекомендовал построить небольшие газовые камеры, которые нагревали газ до температуры более 30 °C и убивали вшей в течение одного часа. Идея заключалась в том, что заключенные будут бриться и принимать душ, пока их одежда будет окуриваться. Впервые газ был применен к людям в Освенциме (650 советских военнопленных и 200 других) в сентябре 1941 года.
Питер Хейс составил следующую таблицу, показывающую увеличение количества Циклона Б, заказанного Освенцимом (цифры со звездочкой являются неполными). Одной тонны Циклона Б было достаточно, чтобы убить около 312 500 человек.
|                                                    | 1938 | 1939 | 1940 | 1941 | 1942 | 1943 | 1944 |
| -------------------------------------------------- | ---- | ---- | ---- | ---- | ---- | ---- | ---- |
| Продажи (тыс. марок)                               | 257  | 337  | 448  | 366  | 506  | 544  |      |
| Процент от общего дохода Degesch                   | 30   | 38   | 57   | 48   | 39   | 52   |      |
| Продукция (американских тонн)                      | 160  | 180  | 242  | 194  | 321  | 411  | 231  |
| Объем, заказанный Освенцимом (американских тонн)   |      |      |      |      | 8.2  | 13.4 | 2.2* |
| Процент продукции, заказанной Освенцимом           |      |      |      |      | 2.5  | 3.3  | 1.0* |
| Объем, заказанный Маутхаузеном (американских тонн) |      |      |      |      | 0.9  | 1.5  |      |

Несколько руководителей IG Farben заявили после войны, что они не знали об отравлениях газом, несмотря на увеличение продаж Циклона Б в Освенцим. IG Farben принадлежало 42,5 процента акций Degesch, а три члена исполнительного совета Degesch из 11 человек, Вильгельм Рудольф Манн, Генрих Херляйн и Карл Вурстер, были директорами IG Farben. Манн, являющимся штурмфюрером СА, был председателем правления компании Degesch. Питер Хейс пишет, что совет директоров не собирался после 1940 года, и что, хотя Манн «продолжал анализировать ежемесячные показатели продаж Degesch, он не обязательно мог сделать из них вывод о том, для чего лагерь Освенцим использовал продукт». Руководители IG Farben действительно посетили Освенцим, но не Освенцим II-Биркенау, где находились газовые камеры.
Другие сотрудники IG Farben, похоже, знали об этом. Эрнст Струсс, секретарь правления IG Farben, свидетельствовал после войны, что главный инженер компании в Освенциме рассказал ему об отравлениях газом. Утверждается, что генеральный директор Degesch узнал об отравлениях газом от Курта Герштейна из СС. Согласно послевоенным показаниям Рудольфа Хесса, коменданта Освенцима, Вальтер Дюррфельд, технический менеджер завода IG Farben в Освенциме, спросил его, правда ли, что евреев кремировали в Освенциме. Хесс ответил, что не может обсуждать это, и после этого предположил, что Дюррфельд знал. Дюррфельд, друг Хесса, отрицал, что знает об этом.
Хейс пишет, что заключенные Аушвица III, рабский труд которых использовался для IG Farben, были хорошо осведомлены о газовых камерах, отчасти из-за зловония из крематориев Освенцима II, а отчасти из-за того, что надзиратели IG Farben в лагере говорили об отравлениях газом, в том числе используя их угрозу, чтобы заставить заключенных работать усерднее. Чарльз Кауард, британский военнопленный, содержавшийся в Аушвице III, рассказал на процессе IG Farben:
Узники Освенцима полностью осознавали, что людей травят газом и сжигают. Однажды они пожаловались на зловоние горящих тел. Конечно, все сотрудники Фарбена знали, что происходит. Нельзя было найти кого-либо из тех, кто жил в Освенциме или работал на заводе, не зная подробностей, что были общеизвестны всем.
Манн, Херляйн и Вустер (директора IG Farben и Degesch) были оправданы на процессе IG Farben в 1948 году по обвинению в поставках Циклона Б с целью массового уничтожения. Судьи постановили, что обвинение не доказало, что обвиняемые или исполнительный совет «оказывали какое-либо убедительное влияние на политику управления Degesch или какие-либо существенные знания относительно использования его производства». В 1949 году Манн стал руководителем отдела фармацевтических продаж Bayer. Херляйн стал председателем наблюдательного совета Bayer. Вурстер стал председателем правления IG Farben, помог восстановить BASF как отдельную компанию и стал почетным профессором Гейдельбергского университета. Дюррфельд был приговорен к восьми годам, затем помилован в 1951 году Джоном Макклоем, американским верховным комиссаром по Германии, после чего он вошел в состав руководства или наблюдательных советов нескольких химических компаний.

### Оккупация антигитлеровской коалицией

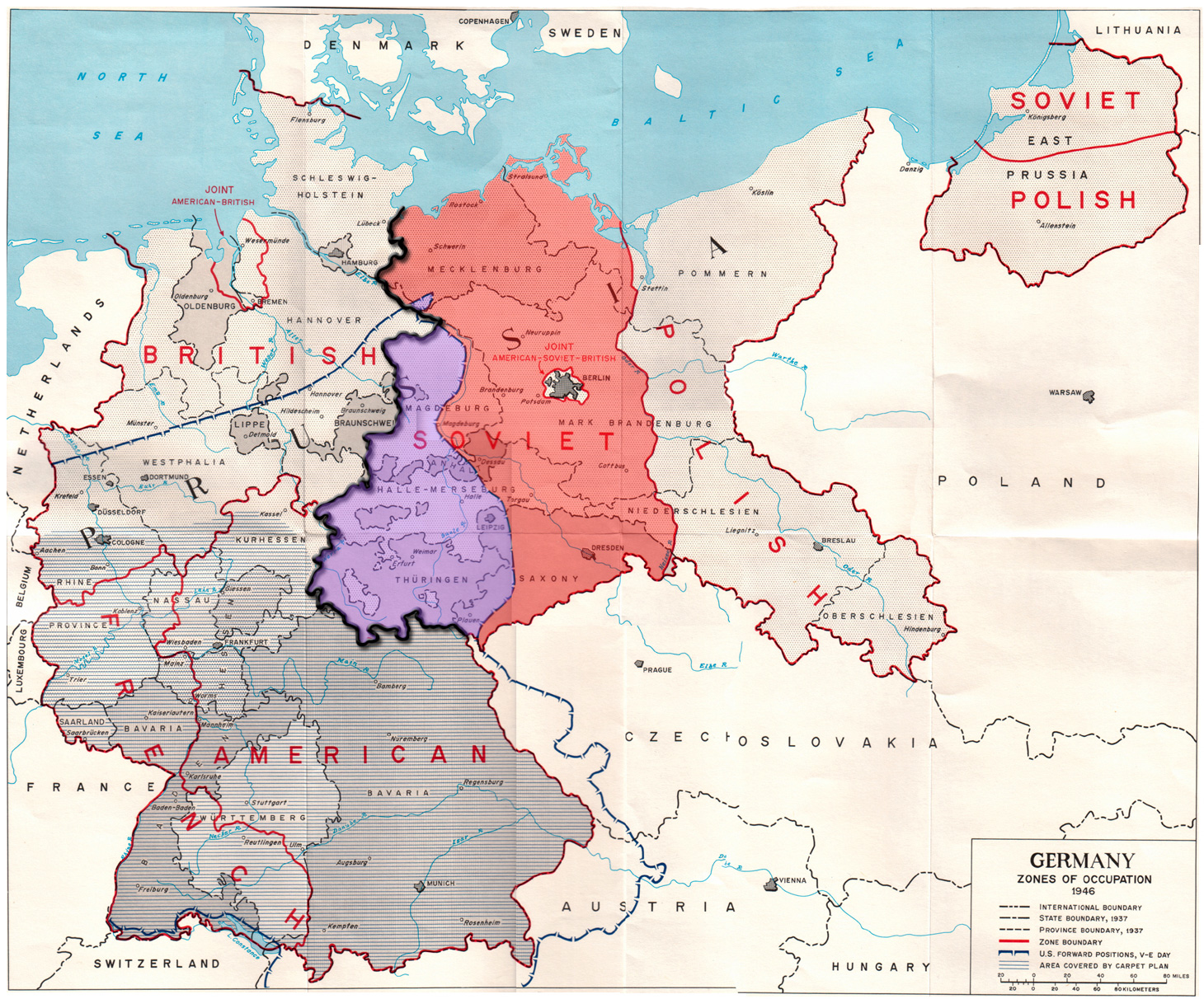
Оккупационные зоны Германии, 1945 (американская, британская, французская и советская)

Компания уничтожила большую часть своих записей, когда стало ясно, что Германия проигрывает войну. В сентябре 1944 года Фриц тер Меер, член наблюдательного совета IG Farben и будущий председатель совета директоров Bayer, и Эрнст Струсс, секретарь правления компании, как утверждалось, планировали уничтожить файлы компании во Франкфурте в случае американского вторжения. Когда Красная Армия приблизилась к Освенциму в январе 1945 года, чтобы освободить его, IG Farben, как сообщается, уничтожила записи компании внутри лагеря, а весной 1945 года компания сожгла и уничтожила 15 тонн документов во Франкфурте.
Американцы конфисковали имущество компании согласно «Общему приказу № 2 в соответствии с Законом военного правительства № 52» от 2 июля 1945 года, который позволил США распределить «владение и контроль над такими заводами и оборудованием, захваченными в соответствии с этим приказом, которые не были переданы или уничтожены». Французы последовали их примеру в районах, которые они контролировали. 30 ноября 1945 года Закон № 9 Контрольного совета Союзников «Об изъятии имущества, принадлежащего IG Farben, и контроле над ним» официально закрепил изъятие «сознательно и явно»… наращивание и поддержание военного потенциала Германии". Раздел собственности последовал за разделением Германии на четыре оккупационные зоны: американскую, британскую, французскую и советскую.
В западной зоне оккупации от идеи уничтожения компании отказались по мере развития политики денацификации, частично из-за необходимости для промышленности поддерживать реконструкцию, а отчасти из-за связей компании с американскими компаниями, в частности с преемниками Standard Oil. В 1951 году компания была разделена на свои первоначальные составные компании. Четыре самых крупных быстро купили меньшие. В январе 1955 года Верховная комиссия Союзников издала Закон о ликвидации IG.

### Нюрнбергский процесс по делу IG Farben
В 1947 году американское правительство передало директоров IG Farben под суд. Соединенные Штаты Америки против Карла Крауха и др. (1947—1948), также известный как процесс IG Farben, был шестым из 12 судебных процессов по военным преступлениям, которые власти США провели в своей зоне оккупации в Германии (Нюрнберг) против ведущих промышленников нацистской Германии. Против директоров IG Farben было выдвинуто пять обвинений:
- планирование, подготовка, развязывание и ведение агрессивных войн и вторжений в другие страны;
- совершение военных преступлений и преступлений против человечества путем разграбления и разграбления государственной и частной собственности в странах и территориях, оказавшихся под немецкой оккупацией;
- совершение военных преступлений и преступлений против человечества путем участия в порабощении и депортации для рабского труда гражданских лиц с оккупированных Германией территорий и граждан Германии;
- участие обвиняемых Кристиана Шнайдера, Генриха Бютефиша и Эриха фон дер Хейде в СС, недавно объявленной преступной организацией;
- участие в общем плане или заговоре с целью совершения преступлений против мира[50][51]}}

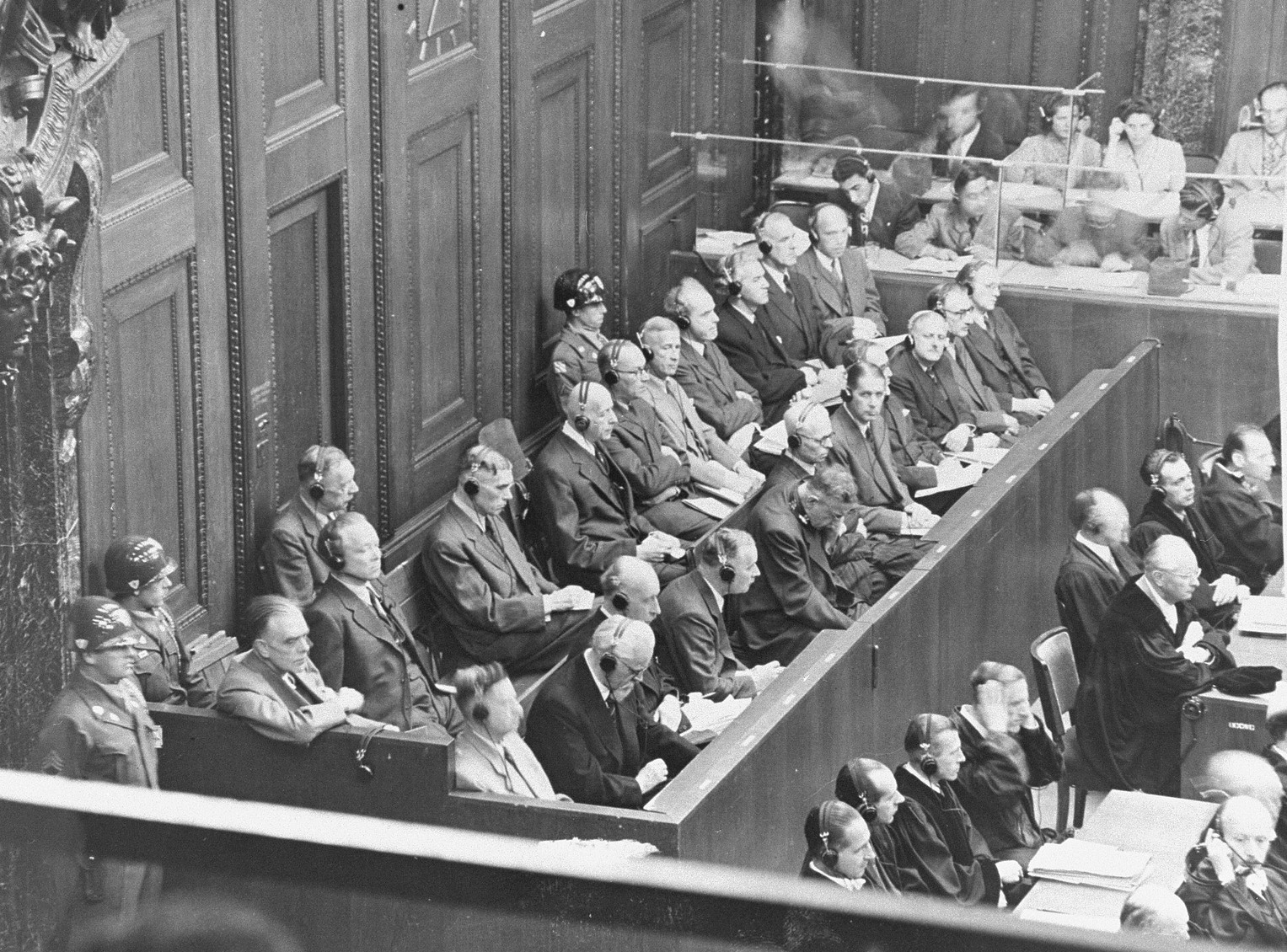
Подсудимые по делу IG Farben во время первого дня судебного заседания 27 августа 1947 года

Из 24 обвиняемых, которым было предъявлено обвинение, один заболел, и его дело было прекращено. Обвинительное заключение было предъявлено 3 мая 1947 года; судебный процесс длился с 27 августа 1947 года по 30 июля 1948 года. Судьями были Кертис Гровер Шейк (председательствующий), Джеймс Моррис, Пол М. Хеберт и Кларенс Ф. Меррелл в качестве альтернативного судьи. Телфорд Тейлор был главным адвокатом обвинения. Тринадцать подсудимых были признаны виновными, с приговорами от 18 месяцев до восьми лет. Со всех было снято первое обвинение в ведении войны. Самые суровые приговоры были вынесены тем, кто был связан с Освенцимом Амброс, Бютефиш, Дюррфельд, Краух и тер Меер были осуждены за «участие в… порабощении и депортации для использования в качестве рабского труда».
Все подсудимые, приговоренные к тюремному заключению, были освобождены досрочно. Большинство из них были быстро восстановлены на постах директоров и других должностях в послевоенных компаниях, а некоторые были награждены Федеральным крестом за заслуги. Среди тех, кто отбывал тюремные сроки, были:
| Директор          | Должность в IG Farben                                                              | Срок (г.) | После вынесения приговора | Источники     |
| ----------------- | ---------------------------------------------------------------------------------- | --------- | --- | ------------- |
| Карл Краух        | Председатель наблюдательного совета, член Бюро Геринга по Четырёхлетнему плану     | 6         | Вошел в состав наблюдательного совета компании Bunawerke Hüls GmbH                                                                            |               |
| Германн Шмиц      | Генеральный директор, член рейхстага                                               | 4         | Член правления Немецкого банка в Берлине; почетный председатель правления Rheinische Stahlwerke                                               | [ 51 ] [ 56 ] |
| Фриц тер Меер     | Член наблюдательного совета                                                        | 7         | Председатель правления Bayer; член правления нескольких фирм                                                                                  | [ 51 ] [ 57 ] |
| Отто Амброс       | Член наблюдательного совета, управляющий IG Farben в Освенциме                     | 8         | Член правления Chemie Grünenthal (в том числе во время скандала с талидомидом), Feldmühle, и Telefunken; экономический консультант в Мангейме | [ 51 ] [ 58 ] |
| Генрих Бютефиш    | Член наблюдательного совета, руководитель топливного сектора IG Farben в Освенциме | 6         | Член совета директоров Deutsche Gasolin, Feldmühle и Papier- und Zellstoffwerke; консультант и член правления Ruhrchemie в Оберхаузене        | [ 51 ] [ 59 ] |
| Уолтер Дюррфельд  | Технический менеджер IG Farben в Освенциме                                         | 8         | [ 39 ] |               |
| Георг фон Шницлер | Председатель химического комитета                                                  | 5         | Президент немецко-иберо-американская компании                                                                                                 | [ 51 ] [ 60 ] |
| Макс Илгнер       | Член наблюдательного совета                                                        | 3         | Председатель правления химической фирмы в Цуге                                                                                                | [ 51 ] [ 61 ] |
| Генрих Остер      | Заместитель члена правления; член правления BASF                                   | 2         | Член правления Gelsenberg | [ 51 ] [ 62 ] |

Среди оправданных были:
| Директор               | Должность в IG Farben                                                  | Оправдание | После вынесения приговора | Источник |
| ---------------------- | ---------------------------------------------------------------------- | ---------- | --- | -------- |
| Карл Вюрстер           | Член правления, глава бизнес-группы IG Farben по Верхнему Рейну        | Оправдан   | Председатель правления IG Farben и руководил восстановлением BASF. После выхода на пенсию входил в наблюдательные советы Bosch, Degussa и Allianz или возглавлял их | [ 43 ]   |
| Фриц Гаевский          | Член правления, руководитель подразделения Agfa                        | Оправдан   | Председатель правления компании Dynamit Nobel | [ 63 ]   |
| Кристиан Шнайдер       |                                                                        | Оправдан   | Присоединился к наблюдательным советам Süddeutsche Kalkstitzstoff-Werke в Тростберге и Rheinauer Holzhydrolyse-GmbH в Мангейме                                      | [ 64 ]   |
| Ханс Кюне              |                                                                        | Оправдан   | Получил должность в Bayer | [ 65 ]   |
| Карл Лаутеншлагер      |                                                                        | Оправдан   | Научный сотрудник Bayer в Эльберфельде | [ 66 ]   |
| Вильгельм Рудольф Манн | Руководитель отдела фармацевтических продаж Bayer, член Sturmabteilung | Оправдан   | Вернулся на свою должность в Bayer. Также возглавлял GfK (общество исследований потребителей) и комитет по внешней торговле BDI в федерации немецкой промышленности | [ 67 ]   |
| Генрих Гаттино         |                                                                        | Оправдан   | Вошел в состав правления и наблюдательного совета WASAG Chemie-AG и Mitteldeutsche Sprengstoff-Werke GmbH                                                           | [ 68 ]   |

## Ликвидация
Agfa, BASF и Bayer продолжили вести дела; Hoechst выделила свой химический бизнес в 1999 году как Celanese AG, а затем объединилась с Rhône-Poulenc в Aventis, которая позже объединилась с Sanofi-Synthélabo в Sanofi. Двумя годами ранее другая часть Hoechst была продана в 1997 году химическому подразделению Sandoz, компании Clariant, базирующейся в Муттенце (Швейцария). Компании-преемники остаются одними из крупнейших в мире химических и фармацевтических компаний.

Хотя IG Farben была официально ликвидирована в 1952 году, это не положило конец юридическому существованию компании. Цель дальнейшего существования корпорации, находящейся «в стадии ликвидации», состоит в том, чтобы обеспечить упорядоченное свертывание её дел. Поскольку почти все его активы и вся его деятельность были переданы первоначальным учредительным компаниям, IG Farben с 1952 года была в основном номинальной компанией, не имеющей реальной деятельности.

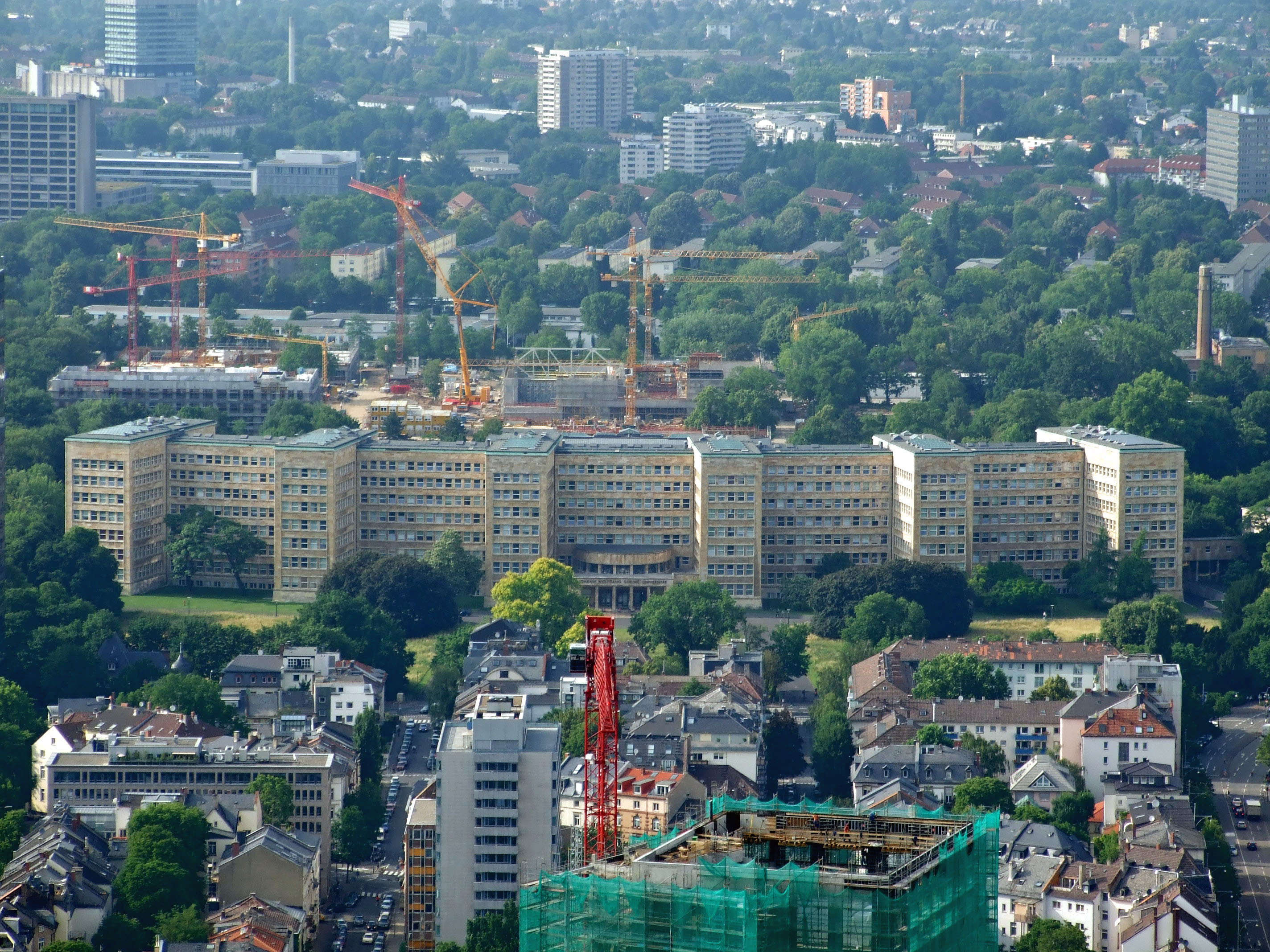
Главный офис IG Farben в 2007

В 2001 году IG Farben объявила, что официально завершит свои дела в 2003 году. На протяжении многих лет его постоянно критиковали за то, что он не выплачивал компенсацию бывшим работникам; заявленная причина его дальнейшего существования после 1952 года заключалась в том, чтобы управлять своими претензиями и выплачивать долги. Компания, в свою очередь, обвинила продолжающиеся юридические споры с бывшими пленными рабочими в неспособности законно распуститься и распределить оставшиеся активы в качестве компенсации.
10 ноября 2003 года её ликвидаторы подали заявление о неплатежеспособности, но это никак не повлияло на существование компании как юридического лица. Хотя она не присоединилась к национальному компенсационному фонду, созданному в 2001 году для выплаты жертвам, она внесла 500 000 немецких марок (160 000 фунтов стерлингов или 255 646 евро) в фонд бывших заключенных рабочих при нацистском режиме. Оставшаяся недвижимость стоимостью 21 миллион немецких марок (6,7 миллиона фунтов стерлингов или 10,7 миллиона евро) досталась покупателю. Каждый раз ежегодное собрание компании во Франкфурте становилось местом демонстраций сотен протестующих. Её акции (номинированные в рейхсмарках) торговались на немецких рынках до начала 2012 года. По состоянию на 2012 год она все ещё существовала как ликвидируемая корпорация.

## IG Farben в массовой культуре

### Кино и телевидение
- IG Farben — компания, которая, как утверждается, поддерживала террористическую деятельность Германии и исследования урановых руд в Бразилии после Второй мировой войны в фильме Альфреда Хичкока «Дурная слава» (1946).
- Совет богов (1951), снятый Куртом Метцигом (директором DEFA), восточногерманский фильм о роли IG Farben во Второй мировой войне и о последующем судебном процессе.
- IG Farben — имя торговца оружием, которого сыграл Деннис Хоппер в независимом фильме 1987 года «Прямо в ад».
- В восьмой серии Фойла «Война», эпизод 1 («Высокий замок»), Фойл посещает Моновиц в рамках расследования убийства профессора Лондонского университета, который в качестве переводчика на Нюрнбергском процессе связывается с американским промышленником, владельцем нефтяной компании, и немецким военным преступником по имени Линц, который также оказывается мертвым в своей камере. Фирма Линца, IG Farben, арендовала у СС рабов, заключенных в Моновице.

### Видеоигры
- В серии видеоигр Hearts of Iron (разработанная Paradox Interactive), IG Farben является одной из нескольких проектных компаний, которые могут быть выбраны для предоставления бонуса технологическим исследованиям в Германии; другие варианты включают Siemens и Krupp.[73]